# Пресненски район
Пресненски район е административен район на Централен окръг в Москва.